# Schenectady
Schenectady è una città statunitense di 65 273 abitanti dell'omonima contea nello stato di New York. Il nome "Schenectady" è derivato da una parola in lingua mohawk che significa, in maniera approssimativa, "su quel lato della pineta" oppure "vicino ai pini", o ancora "posto al di là della pianura pinifera".
È la sede della Union College, prima istituzione di studi superiori registrata dal New York State Board of Regents e la seconda nello stato di New York, dopo il Columbia College.